# Colebrook (Connecticut)
Colebrook – miasto w Stanach Zjednoczonych, w stanie Connecticut, w hrabstwie Litchfield.